# Scarabaeus rubripennis
Scarabaeus rubripennis là một loài bọ cánh cứng trong họ Bọ hung (Scarabaeidae).